# Clallam Bay
Clallam Bay  est une census-designated place américaine, dans l'État de Washington. 
La population était de 363 habitants en 2010.